# Xã Wheatland, Quận Sanilac, Michigan
Xã Wheatland (tiếng Anh: Wheatland Township) là một xã thuộc quận Sanilac, tiểu bang Michigan, Hoa Kỳ. Năm 2010, dân số của xã này là 488 người.